# Melieren

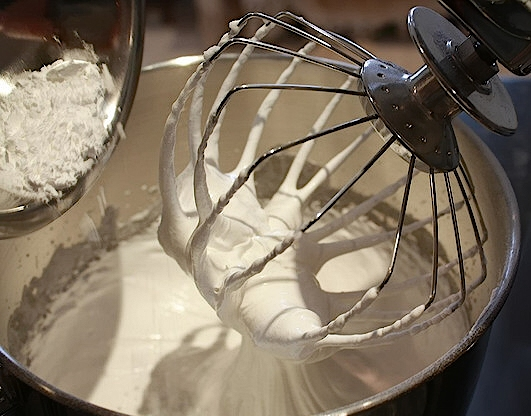
Melieren (hier Unterheben von Mehl in Eischnee)

Melieren (von französisch mêler = „mischen“, „vermengen“) bezeichnet das Vermischen von Stoffen oder Farben.

## Küche
In der Küchensprache wird das Vermengen bzw. Unterziehen von Zutaten unterschiedlicher Konsistenz unter eine Schaummasse als Melieren bezeichnet. Speziell bezeichnet man damit das vorsichtige Unterheben von Mehl in eine aufgeschlagene Masse wie Eischnee, um sie zu stabilisieren. In einigen Küchenregeln wird empfohlen, das Unterheben vorsichtig von Hand mit Hilfe eines Spatels vorzunehmen, damit die Schaummasse dabei nicht an Volumen verliert. Moderne Universalküchenmaschinen ermöglichen auch ein maschinelles Melieren durch entsprechende Einstellung von äußerst geringen Drehgeschwindigkeiten.
Das gleich klingende Mehlieren hat eine andere Bedeutung.

## Textilien und Frisuren

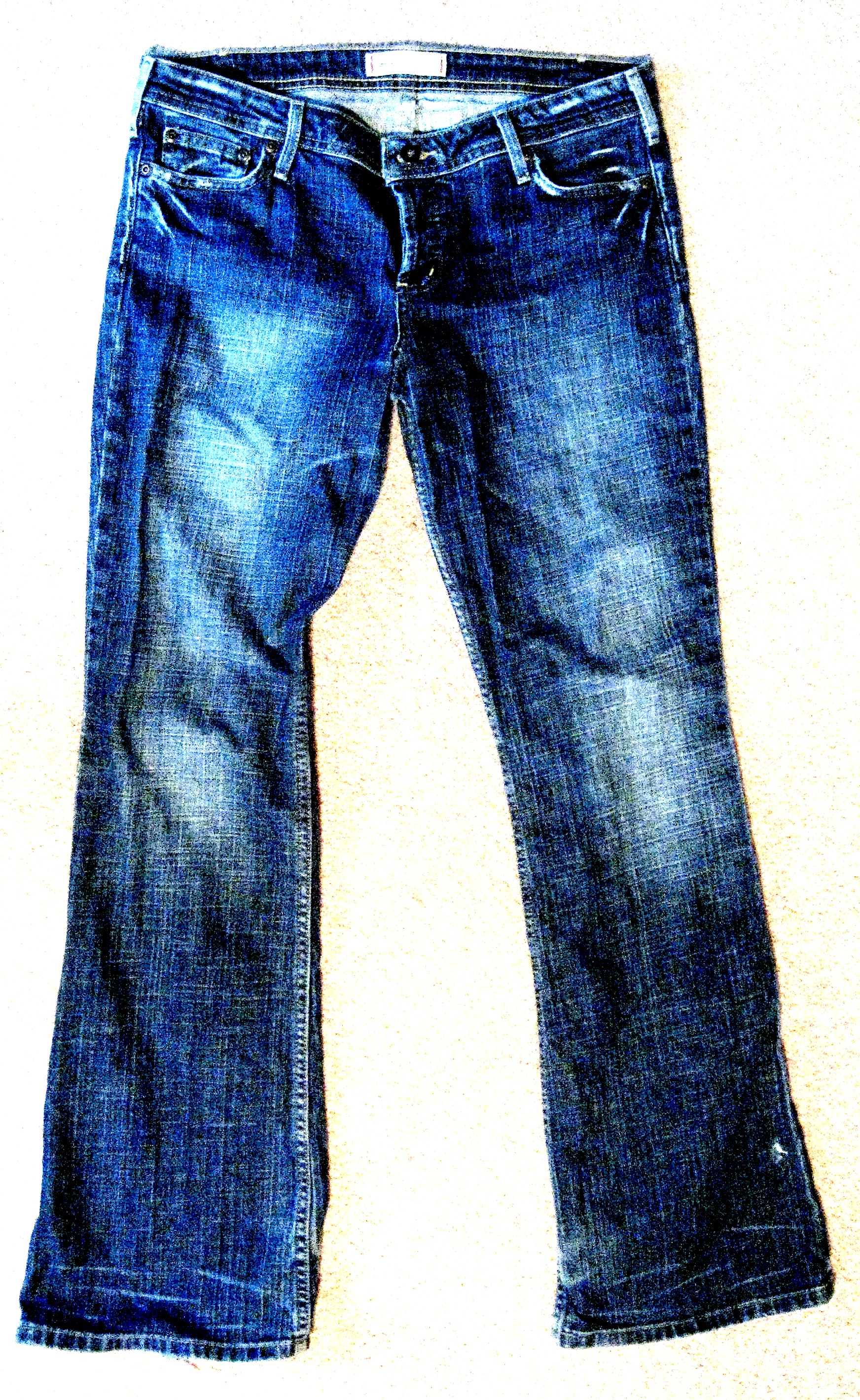
Gealterte oder mit Steinen gewaschene Jeans

Bei Textilien und Frisuren wird das Beimischen eines zweiten Farbtons als Melieren bezeichnet; dieses kann natürliche oder künstliche Ursachen (Alterung oder Färbung etc.) haben – auch das Stone Washing bei Jeans oder das Einarbeiten andersfarbiger Haar-Extensions sind Melierprozesse. Die einförmige und nicht selten langweilige Strenge eines dominanten Uni-Farbtons in der Kleidung oder der Frisur wird dadurch gemildert bzw. aufgelockert.